# Dietrich-Bonhoeffer-Gemeindezentrum

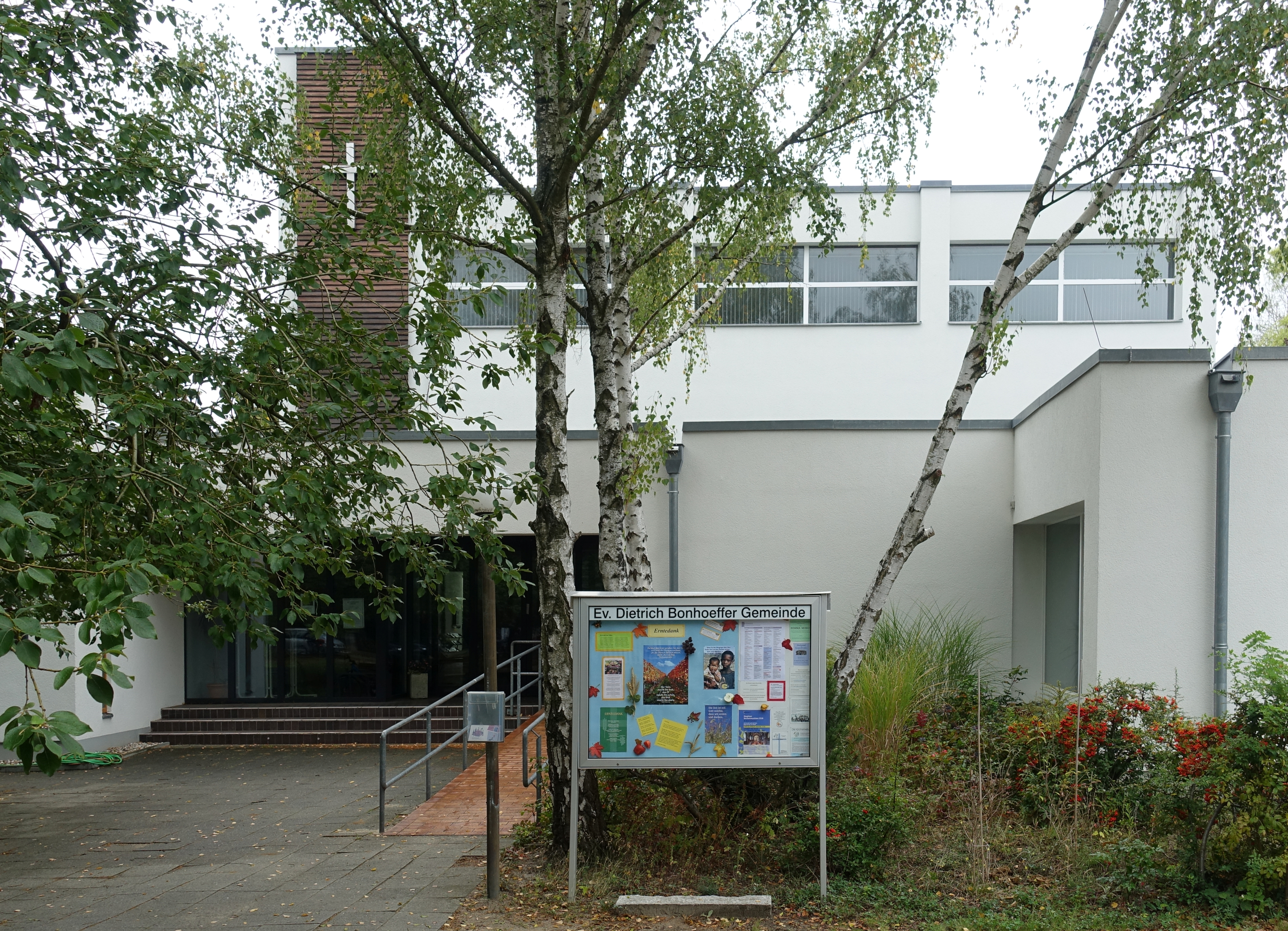
Gemeindezentrum Dietrich Bonhoeffer

Das evangelische Gemeindezentrum Dietrich Bonhoeffer – nicht zu verwechseln mit der Dietrich-Bonhoeffer-Kirche – wurde 1971 von Peter Lehrecke erbaut, benannt nach Dietrich Bonhoeffer, steht in der Geraer Straße 92 im Berliner Ortsteil Lankwitz des heutigen Bezirks Steglitz-Zehlendorf.

## Geschichte
Die Dietrich-Bonhoeffer-Gemeinde wurde am 1. Januar 1963 von der Dreifaltigkeits-Gemeinde abgetrennt. Seit 1. Dezember 2012 bildet sie mit der Evangelischen Dreifaltigkeits-Kirchengemeinde, der Evangelischen Paul-Schneider-Kirchengemeinde und der Evangelischen Dorf-Kirchengemeinde einen Pfarrsprengel.  Am 17. Oktober 1971 wurde das Dietrich-Bonhoeffer-Gemeindezentrum eingeweiht. 1975 erhielt die Altarwand ein neues Fenster. 1985 erfolgte ein umfassender Umbau. Es wurden zwei Anbauten errichtet. 2014 wurde das Gemeindezentrum energetisch saniert. Sitz der Dietrich-Bonhoeffer-Stiftung ist die gleichnamige Kirchengemeinde.

## Beschreibung
Der ein- bis zweigeschossige Gebäudekomplex im Baustil der Nachkriegsmoderne wurde an einen früher errichteten ersten Bauabschnitt angebaut. Das vielfältig gegliederte, kubische Gemeindezentrum umfasst einen zentral gelegenen, zweigeschossigen Mehrzweckraum, der für Gottesdienste und andere Veranstaltungen variabel genutzt werden kann. Der Innenraum lässt sich bei Bedarf nach links und rechts erweitern.
Ein weiterer Gemeindesaal steht Gemeindekreisen und anderen Gruppen zur Verfügung. Im Souterrain befinden sich Jugendräume. Gemeindebüros und eine Kapelle vervollständigen den Bau.

## Glocken
Der vierkantige, stumpfe Glockenturm ist in den Gebäudekomplex einbezogen. In seiner Glockenstube hängt ein Bronzegeläut aus drei Glocken, das von Petit & Gebr. Edelbrock 1970 gegossen wurde.
| Schlagton | Gewicht (kg) | Durchmesser (cm) | Höhe (cm) | Krone (cm) | Inschrift in der Flanke                                   |
| --------- | ------------ | ---------------- | --------- | ---------- | --------------------------------------------------------- |
| h′        | 340          | 81               | 66        | 14         | GLAUBE [darunter] DIETRICH BONHOEFFER-GEMEINDE LANKWITZ   |
| d′′       | 220          | 69               | 59        | 13         | HOFFNUNG [darunter] DIETRICH BONHOEFFER-GEMEINDE LANKWITZ |
| e′′       | 145          | 60               | 52        | 10         | LIEBE [darunter] DIETRICH BONHOEFFER-GEMEINDE LANKWITZ    |

## Orgel
Die Orgel wurde 1973 von der Firma Oberlinger erbaut. Sie umfasst 21 Register auf zwei Manualen und Pedal und hat folgende Disposition:
| I Hauptwerk C–g3 |       |
| Prinzipal        | 8′    |
| Gedackt          | 8′    |
| Oktave           | 4′    |
| Rohrflöte        | 4′    |
| Quinte           | 2 ⁄3′ |
| Blockflöte       | 2′    |
| Mixtur 5 fach    |       |
| Trompete         | 8′    |

| II Brustwerk C–g3  |    |
| Koppelflöte        | 8′ |
| Salizional         | 8′ |
| Prinzipal          | 4′ |
| Nachthorn          | 4′ |
| Oktave             | 2′ |
| Sesquialter 2 fach |    |
| Zimbel 4 fach      |    |
| Krummhorn          | 8′ |
| Tremulant          |    |

| Pedal C–d1          |     |
| Subbaß              | 16′ |
| Prinzipalbaß        | 8′  |
| Rohrpfeife          | 4′  |
| Rauschpfeife 6 fach |     |
| Fagott              | 16′ |

- Koppeln: II/I, I/P, II/P